# New Beginning
 (novembre 2017).
Si vous disposez d'ouvrages ou d'articles de référence ou si vous connaissez des sites web de qualité traitant du thème abordé ici, merci de compléter l'article en donnant les références utiles à sa vérifiabilité et en les liant à la section « Notes et références ».
Albums de Tracy Chapman
Matters of the Heart
(1992) Telling Stories
(2000)
Singles
1. Give Me One Reason
Sortie : 19 mars 1996
2. Smoke and Ashes
Sortie : 1995
3. New Beginning
Sortie : 1996

New Beginning est le quatrième album de l'auteure-compositeure-interprète folk et blues rock américaine Tracy Chapman. Il est sorti en novembre 1995 chez Elektra Records et a été produit par Tracy Chapman et Don Gehman. 

## Présentation
L'album a le son folk rock acoustique caractéristique de Tracy Chapman et est composé principalement de mélodies lentes et discrètes et de quelques morceaux optimistes. Une exception notable est le hit Give Me One Reason (en) qui est un morceau de blues. Cet album permet à Tracy Chapman de renouer avec le succès, l'album se classant à la 4e place du Billboard 200 et le single, Give Me One Reason, atteignant la 3e place du Billboard Hot 100.
La plupart des chansons de l'album disposent de choristes, fait très rare dans les premiers albums de Chapman.
Il est, par ailleurs, remarquable pour la longueur de ses morceaux. Excepté le single Give Me One Reason, toutes les chansons font plus de 5 min.
Selon Nielsen Soundscan, New Beginning est son album le plus vendu depuis 1991, avec 3,8 millions d'exemplaires écoulés à la date du 29 août 2008 et, selon la RIAA, il s'est vendu à cinq millions de copies aux États-Unis au 15 novembre 2001.

## Liste des titres
Toutes les chansons sont écrites et composées par Tracy Chapman.
| 1.    | Heaven's Here on Earth   | 5:24 |
| 2.    | New Beginning            | 5:33 |
| 3.    | Smoke and Ashes          | 6:40 |
| 4.    | Cold Feet                | 5:41 |
| 5.    | At This Point in My Life | 5:09 |
| 6.    | The Promise              | 5:28 |
| 7.    | The Rape of the World    | 7:11 |
| 8.    | Tell It Like It Is       | 6:05 |
| 9.    | Give Me One Reason       | 4:32 |
| 10.   | Remember the Tinman      | 5:45 |
| 11.   | I'm Ready                | 4:56 |
|       | 'Piste cachée'           |      |
|       | Save a Place for Me      | 1:48 |
| 64:37 |                          |      |

## Crédits
| - Tracy Chapman : orgue, guitare folk, guitare électrique, chant , chœurs - Rock Deadrick : batterie, percussions, chœurs - Lili Haydn (en) : violon - Steve Ferrone : batterie - Adam Levy : guitare électrique, chœurs - Eric Rigler : tin whistle, uilleann pipes - Scott Roewe : didgeridoo - Glenys Rogers : percussions, chœurs - John Philip Shenale : claviers - Andy Stoller : basse, chœurs, tambûr - Cameron Stone : violoncelle - John Thomas : piano | - Production : Tracy Chapman, Don Gehman - Ingénierie, mixage : Don Gehman - Ingénierie (assistants) : John Ewing Jr., Kevin Scott, Doug Trantow - Mastering : Eddy Schreyer - Coordination de production : Diane Medak - Direction artistique, design : Lee Cantelon - Illustaration: Lavonne Murlowski - Photographie : Christine Alicino |

## Charts & certifications
| Pays             | Durée du classement | Meilleur classement |
| ---------------- | ------------------- | ------------------- |
| Allemagne        | 10 semaines         | 60e                 |
| Australie        | 35 semaines         | 6e                  |
| Autriche         | 16 semaines         | 9e                  |
| Canada           | 35 semaines         | 1er                 |
| États-Unis       | 95 semaines         | 4e                  |
| France           | 3 semaines          | 44e                 |
| Nouvelle-Zélande | 38 semaines         | 8e                  |
| Suède            | 1 semaine           | 46e                 |
| Suisse           | 11 semaines         | 22e                 |

| Région                                                                                                 | Certification | Ventes/Streams |
| --- | ------------- | -------------- |
| Allemagne (BM)                                                                                         | Or            | 250 000^       |
| Australie (ARIA)                                                                                       | 2 × Platine   | 140 000^       |
| Autriche (IFPI)                                                                                        | Or            | 25 000x        |
| Canada (Music Canada)                                                                                  | 7 × Platine   | 700 000^       |
| États-Unis (RIAA)                                                                                      | 5 × Platine   | 5 000 000^     |
| Nouvelle-Zélande (RMNZ)                                                                                | Platine       | 15 000^        |
| *Ventes selon la certification ^Mise en rayon selon la certification xNon précisé par la certification |               |                |

### Charts singles
| Date | Single             | Chart              | Durée du classement | Position |
| ---- | ------------------ | ------------------ | ------------------- | -------- |
| 1996 | Give Me One Reason | Hot 100            | 39 semaines         | 3e       |
| 1996 | Give Me One Reason | Adult Contemporary | 40 semaines         | 3e       |
| 1996 | Give Me One Reason | ARIA Charts        | 25 semaines         | 3e       |
| 1996 | Give Me One Reason | RPM Top Singles    | 27 semaines         | 1er      |
| 1996 | Give Me One Reason | RMNZ Singles Top40 | 19 semaines         | 16e      |
| 1996 | Give Me One Reason | UK Singles Chart   | 1 semaine           | 95e      |